# 正親町三条家
正親町三条家（おおぎまちさんじょう け、旧字体：–三條–）、のちの嵯峨家（さが け）は、藤原北家閑院流三条家庶流である公家・華族の家。公家としての家格は大臣家、華族として家格ははじめ伯爵家、後に侯爵家。

## 歴史

### 封建時代
鎌倉時代前期の公卿、左大臣三条実房の三男権大納言公氏を家祖とする。当初の家号は三条であったが、屋敷が正親町東洞院に面していたことから、本家の三条家と区別するため「正親町三条家」と呼ばれるようになった。公氏はこの正親町三条のほかにも、菩提寺や別宅があった地名の嵯峨（さが）や西郊（にしむら）を名乗ることがあった。このことを先例として、明治時代に入ると漢字5文字の長い家名が至便性に劣ることを痛感した28代実愛が家名を嵯峨家と改めている。
当初は正二位権大納言を極位極官としていたが、5代公秀の時にその娘秀子（陽禄門院）が光厳天皇の後宮に入り、崇光・後光厳天皇の生母となったことから、内大臣に至る。その子実継、孫の公豊も内大臣に昇ったことで大臣家の家格が定まった。他の家格として旧家、内々。
なお、公秀の『公秀公記』とその父実躬の『実躬卿記』は鎌倉時代末から南北朝時代にかけての日記である。
公豊の弟公時は三条西家を興す。公豊の曾孫である10代実雅の妹尹子が室町幕府6代将軍足利義教の正室に入った縁から足利将軍家との繋がりが深くなり、実雅も義教の寵愛を受けて権勢を振るったが、嘉吉元年（1441年）の嘉吉の変では義教に陪席していたため巻き込まれて負傷した。しかしこの時に実雅は太刀を抜いて防戦につとめたという。
江戸時代の所領の表高は200石。屋敷は内椹木町寺町西にあった。家臣は諸大夫として千葉家、加田家があった。近衛家の門流であり、家礼を務めた。家業は四箇の大事・有職故実。菩提寺は松林寺。
しかし摂家以外の公家は家格を相対的に低下させており、江戸時代を通じて大臣を出すことは一度もなかった。江戸中期の23代公積は竹内式部から垂加神道を学んだ尊皇家だったが、幕府の弾圧を受けて宝暦事件で罷免・永蟄居の処分を受けた。徳川幕府が滅亡した後、公積の尊皇の功を称えて明治天皇より従一位が追贈された。

### 明治以降

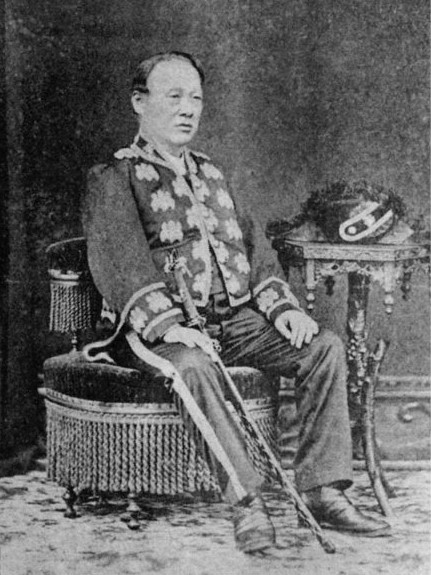
従一位勲一等嵯峨実愛

幕末から明治にかけての28代当主実愛は議奏や国事御用掛を務め、当初公武合体の立場をとったため尊皇攘夷派から敵視されて一時失脚したが、復官後には岩倉具視や中山忠能、中御門経之らと共に王政復古や討幕の密勅などに携わって倒幕に貢献し、新政府では議定、内国事務総督、輔弼、刑法官知事、刑部卿などを歴任した。
明治2年（1869年）6月17日の行政官達で公家と大名家が統合されて華族制度が誕生すると、正親町三条家も公家として華族に列した。同年9月26日には王政復古への貢献により実愛に賞典禄1000石が下賜された。実愛は明治3年（1870年）12月に家名を嵯峨（さが）へ改姓。
明治維新後に定められた家禄は、現米で298石。明治9年8月5日の金禄公債証書発行条例に基づき家禄および賞典禄（実額250石）の合計548石と引き換えに支給された金禄公債の額は2万3997円39銭9厘（華族受給者中196位）。
明治14年に隠居して息子公勝に家督を譲ったが、その後もほぼ毎日宮内省に出勤するなど精力的に働いていた。明治17年（1884年）7月7日の華族令施行で華族が五爵制になったのに伴い、公勝は大納言迄宣任の例多き旧堂上家として伯爵に叙せられた。
しかし実愛は大臣家が平堂上家と同じ伯爵にされていること、また勲功加味で家格より高い爵位を与えられた中山忠能の中山家や東久世通禧の東久世家と自家が同様に扱われないことに不満を持ち、太政大臣三条実美に対して息子公勝に侯爵位を与えるよう請願した。結局明治21年（1888年）1月17日になって公勝は父実愛の維新の功で侯爵に陞爵した。同日の実愛の日記には「今日、五か年以来の宿望を遂げ大幸の至りなり。これ全く神仏の加護、祖先の余光、感悦あまりあるものなり。早速、神仏、祖先霊神などに奉告、畏まり申しをはんぬ」とあり歓喜の様子がうかがえる。さらにこの3日後には実愛に従一位が与えられた。
しかし公侯爵は無選挙・無報酬で自動的に貴族院議員となるため、嵯峨家の乏しい財産では議員活動費の捻出に苦労したといわれる。
公勝の息子で侯爵位を継いだ30代実勝の長女浩は、昭和12年4月3日に満洲国皇帝で清朝最後の皇帝でもあった愛新覚羅溥儀の皇弟溥傑の妻となっている。
実勝の代の昭和前期に嵯峨侯爵家の邸宅は東京市杉並区大宮町にあった。

## 歴代当主
1. 正親町三条公氏（1182年 - 1237年）
2. 正親町三条実蔭（1199年 - 1241年）
3. 正親町三条公貫（1238年 - 1315年）
4. 正親町三条実躬（1264年 - ？）
5. 正親町三条公秀（1285年 - 1363年）
6. 正親町三条実継（1313年 - 1388年）
7. 正親町三条公豊（1333年 - 1406年）
8. 正親町三条実豊（？ - 1404年）
9. 正親町三条公雅（1384年 - 1427年）
10. 正親町三条実雅（1409年 - 1467年）
11. 正親町三条公治（1440年 - 1495年）
12. 正親町三条実望（1463年 - 1530年）
13. 正親町三条公兄（1494年 - 1578年）
14. 正親町三条実福（1536年 - 1568年）
15. 正親町三条公仲（1557年 - 1594年）
16. 正親町三条実有（1588年 - 1633年）
17. 正親町三条公高（1619年 - 1648年）
18. 正親町三条実昭（1625年 - 1668年）
19. 正親町三条公廉（1649年 - 1671年）
20. 正親町三条実久（1656年 - 1695年）
21. 正親町三条公統（1668年 - 1719年）
22. 正親町三条実彦（1703年 - 1725年）
23. 正親町三条公積（1721年 - 1777年）
24. 正親町三条実同（1748年 - 1785年）
25. 正親町三条公則（1774年 - 1800年）
26. 正親町三条実義（1798年 - 1820年）
27. 正親町三条公厚（1820年 - 1822年）
28. 正親町三条実愛（1820年 - 1909年）
29. 嵯峨公勝（1863年 - 1941年）
30. 嵯峨実勝（1887年 - 1966年）
31. 嵯峨公元（1922年 - 1998年）
32. 嵯峨実允（1963年4月22日[28] - ）

## 傍流
三条実継の弟である准大臣三条実音の系統。
1. 三条実音（1319年 - 1386年）
2. 三条公敦（? - 1409年）
3. 三条公頼（? - 1444年以降）

## 別系
三条実躬の兄である非参議三条実仲の系統。
1. 三条実仲（1257年 - 1322年以降）
2. 三条公明（1281年 - 1336年）
3. 三条実治（1292年 - 1353年）